# Prijelomni čas
Prijelomni čas (engleski: Darkest Hour) je film redatelja Joe Wright.

## Radnja
Film govori o britanskom premijeru Winstonu Churchillu koji je, unatoč pritiscima drugih političara, odbio sklopiti sporazum s Adolfom Hitlerom.

## Uloge
- Gary Oldman
- Kristin Scott Thomas
- Lily James
- Stephen Dillane
- Ronald Pickup